# Giovanni Alberto Ristori
Giovanni Alberto Ristori (Bolonya, Emília-Romanya, 1692 - Dresden, Saxònia, 7 de febrer, 1753) fou un compositor italià.
El seu pare Tomasso Ristori, va néixer a Parma el 1658 i va ser director d'un grup teatral de la commedia dell'arte que va actuar per Itàlia i l'Europa central. La companyia de Tomasso va viatjar a la cort saxona de Dresden el desembre de 1715, Giovanni Alberto viatjà amb el seu pare per representar òperes, serenates i música cerimonial. Giovanni va quedar-se a Dresden i ocupà diferents llocs com els de compositor i organista. El mateix
any va ser nomenat director de la Capella Polonesa, cosa que el va obligar a desplaçar-se a Polònia on va desenvolupar una intensa activitat en el camp de l'òpera i la música religiosa.
El 1731, amb motiu de la coronació de la tsarina Anna Ivànovna, i juntament amb el seu pare i la companyia de comediants, varen interpretar a Moscou, per primera vegada a Rússia, l'òpera buffa italiana Calandro, que havia interpretat abans a Dresden el 1728. A partir del 1721, Ristori fou corresponsable amb el kapellmeister de la cort, Johann David Heinichen, del hofkapellmeister (compositor de l'església) Jan Dismas Zelenka i de Johann Adolf Hasse, compositor i responsable de tota la música a Dresden, això va propiciar una intensa activitat musical i compositiva per les nombroses i constants absències de Hasse. D'aquest període
Ristori va escriure dotze misses, vespres, salms, lletanies, himnes i motets. Va compondre les òperes Orlando furioso (1713), La pace triomfante in Arcadia (1713); Euriste (1714); Misses; un Credo i d'altres obres religioses.
El compositor i director d'orquestra holandès Kurt Rudolf Mengelberg, es doctorà al Conservatori de Bonn amb una tesi sobre l'obra de Ristori.